# Miguel Angel Cordone
Miguel Angel Cordone ist ein uruguayischer Politiker.
Cordone, der der Partido Nacional angehört, hatte als Repräsentant des Departamento Montevideo in der 39. Legislaturperiode vom 12. September 1963 bis zum 12. Oktober 1963 und in der 40. Legislaturperiode im Zeitraum vom 2. Mai 1967 bis zum 2. Juni 1967, vom 1. Oktober 1968 bis zum 30. November 1968, vom 11. September 1969 bis zum 11. November 1969 und vom 10. August 1971 bis zum 10. September 1971 ein Mandat als stellvertretender Abgeordneter in der Cámara de Representantes inne.